# Riverdale, Illinois
Riverdale är en ort (village) i Cook County, i delstaten Illinois, USA. Enligt United States Census Bureau har orten en folkmängd på 13 609 invånare (2011) och en landarea på 9,3 km².